# Taux de rebond
Parmi la Web analytics[pas clair], le taux de rebond (bounce rate en anglais) est un indicateur marketing qui mesure le pourcentage d'internautes qui sont entrés sur une page Web et qui ont quitté le site après, sans consulter d'autres pages. Ils n'ont donc vu qu'une seule page du site.
Un taux de rebond élevé peut révéler l'insatisfaction des visiteurs due à un mauvais ciblage, un contenu de mauvaise qualité, une mise en page étouffante, une page trop longue à se charger, un manque de Call to action (en), etc. Il peut cependant aussi indiquer que ceux-ci ont trouvé immédiatement ce qu'ils cherchaient et n'ont donc pas dû tâtonner sur le site, en particulier :
- si celui-ci sert à fournir des références (horaires, histoire, géographie, économie, API, etc.)
- ou s'il se donne une mission d'aiguillage.

On considère généralement qu'un visiteur a rebondi lorsque :
- il a cliqué sur un lien externe
- il a fermé l'onglet ou la fenêtre
- il a tapé une nouvelle URL
- il a cliqué sur 'Précédent' dans son navigateur et est ressorti du site
- sa session a expiré (temps retenu en moyenne : 30 min)

Il existe plusieurs méthodes pour diminuer le taux de rebond comme la modification d'ergonomie du site ou l'optimisation du contenu et des balises méta. Le taux de rebond est un facteur pris en compte par les moteurs de recherche dont Google qui voient en lui la pertinence du lien entre le mot clé envoyé et le site sur lequel l'internaute navigue : si l'internaute juge pertinent l'association du site avec le mot clé, l'internaute aura de grandes chances de naviguer au sein du site. 
Dans le cas de la technique d'affiliation, le site affiliateur peut rémunérer l'éditeur de site affilié au coût par clic ou au double clic. Dans ce dernier cas, il ne facture que les visites issues du site de l'affilié (premier clic) qui auront consulté au moins une autre page ou fait une action sur le site (deuxième clic). Cette rémunération au double clic ne tient pas compte du taux de rebond.

## Quantification du taux de rebond
Généralement un bon taux de rebond se situe autour de 50 % pour un site — mais il peut exister de réelles variations selon les sites. Un taux de rebond à 50 % signifie qu'il y a quand même un visiteur sur deux qui quitte un site sans avoir réalisé la moindre action.

## Limites du taux de rebond
Dans certains cas de figure, un taux de rebond élevé peut être logique et positif sur le site. Tout dépend du contenu et du contexte. Certaines recherches impliquent en effet de n'avoir accès qu'à une seule page, comme par exemple un plan d'accès ou une recette de cuisine.
De même, certaines actions sur une page n'entraînent pas forcément le rechargement de celle-ci, comme un téléchargement ou encore le clic sur un bouton de vote. Ces visites seront considérées comme des rebonds malgré l’interaction de l'utilisateur. Il faut donc toujours utiliser cet indicateur en corrélation avec d'autres indicateurs comme le taux de transformation ou encore le temps passé sur la page.